# 木戸池スキー場
木戸池スキー場(きどいけスキーじょう)は、長野県下高井郡山ノ内町にあるスキー場である。

## 概要
志賀高原スキー場の中央エリアと渋峠・横手山・熊の湯エリアの中間に独立して位置し、他のスキー場とは独立したロケーションであり滑り込みはできない。かつて1本稼動していた索道は現在廃止、撤去され、隣接する木戸池温泉ホテルの管理下で木戸池と田の原湿原にはさまれた小高い丘(標高1,652m)の南斜面を隣接する宿泊施設の利用者だけに開放している。自力で斜面を登るいにしえのスキーを楽しむことができる。
索道稼働時は、丘の南北両斜面にゲレンデが広がっていた。リフトは、頂上に中間駅があり、そこで降りないと向こう側のふもとへ下ってしまう、珍しいタイプのペアリフト1基があった(丘の北側のゲレンデと南側のゲレンデの両方を1本のリフトでカバーしていた)。2016-2017シーズン、木戸池リフトは、週末のみ一般向け営業・平日は学生団体客専用として運行されていた。志賀高原索道協会は、本スキー場を熊の湯・横手山・渋峠エリアに含め、志賀高原スキー場共通リフト券の利用が可能であり、2016-2017シーズンまで志賀高原スキー場に属するスキー場の数を本スキー場を含め「19」としていたが、2017-2018シーズンにリフトが廃止されたことに伴い、志賀高原ゲレンデマップへの掲載をやめ、スキー場数も「18」と表現するようになった。現在、リフトは支柱もろとも撤去されている。
スキー場の正式名称は「志賀高原木戸池スキー場（しがこうげんきどいけスキーじょう）」という。リフトが廃止されて以降は、通称として「木戸池スノーパーク(きどいけスノーパーク)」と改称され、現在は「木戸池ゲレンデ（きどいけゲレンデ）」と呼ばれている。
スキー場南麓部には、駐車場、宿泊施設、飲食施設、長電バス「木戸池停留所」が整備されている。リフトが営業していた頃はリフト券販売所も存在した。
志賀高原の各スキー場との間は長電バスが運行する路線バスを使って連絡する。

## コース・ゲレンデ
木戸池コース：南斜面は、標高差45ｍ、最長滑走距離300mあり、比較的緩斜面ながら上級者コースに指定され、迂回路として初級者コースがある。
たの原コース：廃止された北斜面は中級者コースとなっており、迂回路として初級者コースがあった。

## リフト
(距離、高低差、時間)

### 廃止・休止中リフト
- 木戸池ペアリフト（378m、45m、3分46秒）
  - 山の両斜面にまたがって1本のリフトが架設され、山頂部に中間駅が設けられていた。

## その他
- グリーンシーズンには旧木戸池スキー場の北斜面、田ノ原湿原を経由して蓮池に至る散策路「遊歩道勝コース」が整備されている。
- 木戸池では手漕ぎボートを楽しむことができる。
- 宿泊施設「木戸池温泉ホテル」は、源泉掛け流し湯で、日帰り入浴も可能。